# Дукс Германии Первой
Дукс Германии Первой (лат. dux Germaniae primae) — командир пограничной армии (лимитан), расквартированной в провинции Германия Первая и ответственной за оборону рейнской границы. Его непосредственным начальником на момент составления Notitia dignitatum (около 400 года) являлся то ли магистр презентальной пехоты Запада, то ли магистр презентальной кавалерии Запада или вообще комит Аргенторатской дороги. В связи с утратой фрагмента Notitia dignitatum, где рассказывалось о подразделениях, находившийся под непосредственным руководством дукса Германии Первой, на настоящий момент неизвестно ни их названия, ни их места дислокации, ни численность. По всей видимости, дукс Первой Германии оборонял участок Верхнего Рейна.